# 松維利耶

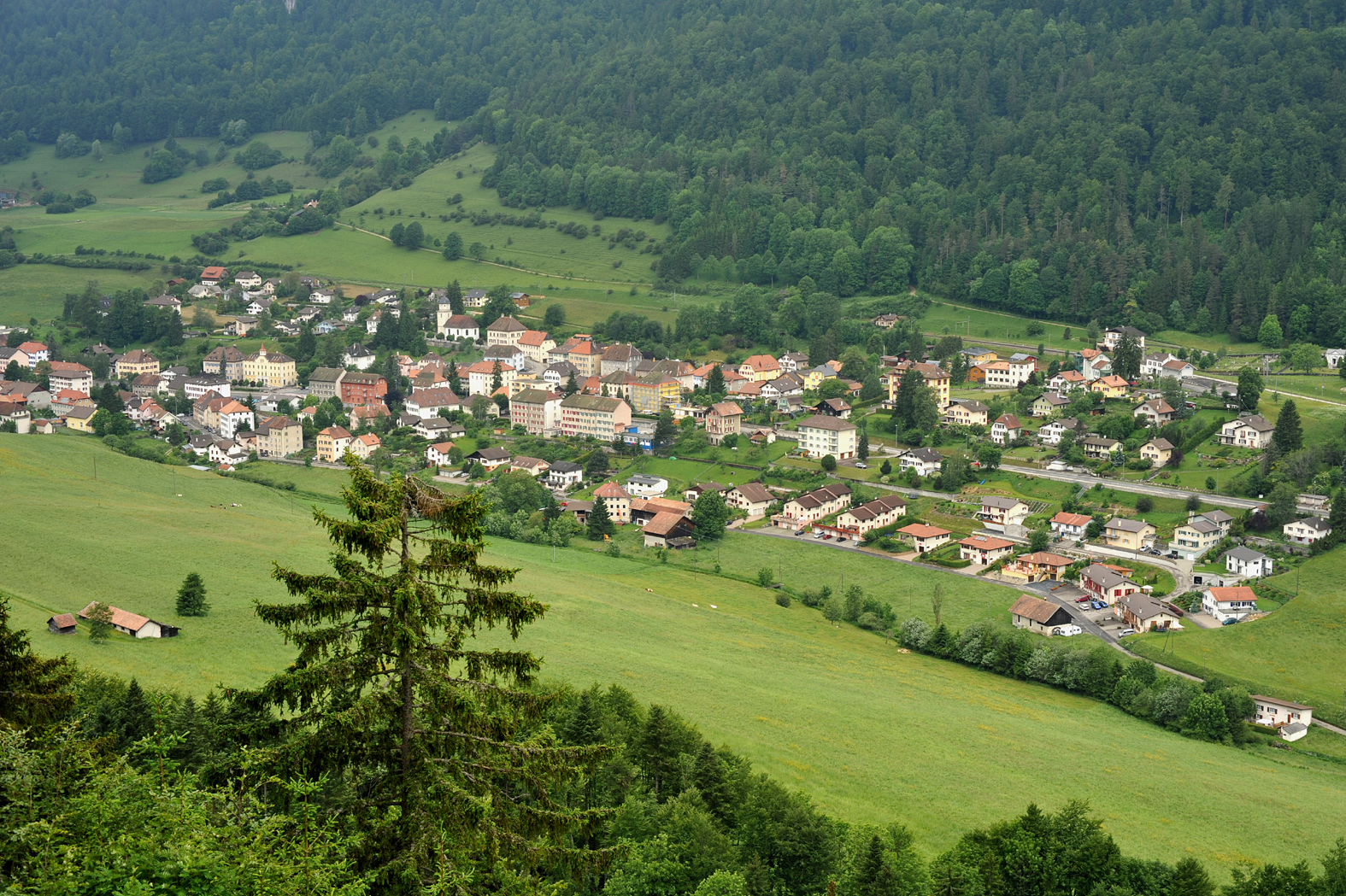

松維利耶是瑞士的城鎮，位於該國中西部，由伯恩州負責管轄，面積23.78平方公里，海拔高度802米，2011年人口1,193，五成半人口信奉基督教，人口密度每平方公里50人。

## 外部連結
- Website of the municipality of Sonvilier （页面存档备份，存于） （法文）